# TVE
«Телевисьо́н Эспаньо́ла» (сокр. TVE; исп. Televisión Española, букв. «Испанское телевидение») — испанская государственная (принадлежащая государству) телекомпания, пионер телевещания в Испании. Начала регулярные передачи 28 октября 1956 года.
Входит в состав государственной корпорации «RTVE» (после реорганизации «RTVE» в государственную корпорацию с 1 января 2007 года).
Является действующим членом Европейского вещательного союза.
C 1 мая 2010 года вошёл в действие закон, по которому корпорация «RTVE» (и «TVE» как её дочерняя компания) не сможет больше транслировать рекламу, телемагазины и, если такие были, программы с условным доступом. Расходы «RTVE» будут покрываться из государственного бюджета и за счёт дополнительных налогов: 0,9% на выручку телефонных компаний, 3%  на выручку от частного бесплатного и 1,5% от частного платного телевидения.
С 15.09.2020г. имеет доступ к Российской вещательной сети. Российская вещательная Лицензия № 30365 от 15.09.2020